# 6-Br-APB
6-Br-APB je sintetičko jedinjenje koje deluje kao selektivni agonist D1 receptora. (R)-enantiomer je potentan pun agonist, dok (S) enantiomer ima D1 selektivnost, ali je slab parcijalni agonist. (R)-6-Br-APB i slični D1-selektivni puni agonisti, kao što su SKF-81297 i SKF-82958 proizvode karakteristične anoreksične efekte, stereotipno ponašanje i samoadministraciju kod životinja. On ima sličan mada ne identičan profile sa dopaminergičkim stimulansima poput amfetamina.